# FC Paradiso
FC Paradiso is een Zwitserse voetbalclub uit het dorp Paradiso in het kanton Ticino. De club is opgericht in 1917. De traditionele kleuren zijn groen en geel.  
De vereniging speelde tot 2023 in de amateurreeksen. Na het behalen van de eerste plaats in Groep 3 van de 1e Liga promoveerde de club voor het eerst naar de Promotion League.